# Frontschweine
Frontschweine (internationaler Titel Hogs of War) ist ein rundenbasiertes Strategiespiel, das von der Firma Infogrames entwickelt und vertrieben wurde. Es erschien im Jahr 2000 für PlayStation und Windows.

## Spielprinzip
Der Spieler übernimmt die Kontrolle über Schweine in Soldatenuniformen, die mit einer Vielzahl von Waffen ausgerüstet sind. In jeder Runde können die Soldaten bewegt werden und einen Schuss abgeben. Das Ziel ist es, alle gegnerischen Soldaten auszulöschen. Außerdem können Zusatzaufgaben erledigt werden, für deren Erfüllung der Spieler Orden erhält. Mit diesen Orden lassen sich die Soldaten des Spielers befördern, womit sich ihre Fähigkeiten verbessern. Dabei werden die Missionen stetig schwieriger und den Spieler erwarten dementsprechend beförderte und somit stärkere Gegner. Die spielbaren Gebiete reichen von verschneiten Bergen bis hin zu heißen Wüstenlandschaften. In einigen Gebieten kann sich der Spieler die Umgebung zunutze machen, indem er feindliche Spieler in Flüsse oder Minenfelder stößt, schlägt oder schießt. Das kann auch den eigenen Spielfiguren geschehen.
Das Spielprinzip ähnelt somit im Grundgerüst der Spielereihe Worms.

## Handlung
Die Handlung spielt auf einer Inselgruppe namens Saustallasien im Ozean Südpigzifik, auf der es große Schweinefraßvorkommen gibt. Da diese Macht und Ruhm bedeuten, wollen alle Schweinenationen diese in ihren Besitz bringen und sind daher gezwungen, sich darum gegenseitig zu bekriegen. Insgesamt gibt es sechs Nationen:
- Russland: Grunzkovskis (Rot)
- Vereinigte Staaten: Beefy Boys (Hellblau)
- England: Fish’n’Ribs (Grün)
- Frankreich: Porc Au Vin (Blau)
- Deutschland: Eisbeine (Grau)
- Japan: Bonsai Quieker (Gelb)
- Mischung: Team Lard (Violett) (Freispielbar)

Der Spieler muss sich für eins von diesen Teams entscheiden. Nach Spielbeginn kommt das gewählte Team auf der ersten Insel an und muss nun Gebiet um Gebiet, welches schon zuvor von den gegnerischen Teams besetzt worden ist, erobern. Das Spiel ist gewonnen, wenn alle Inseln – samt ihren jeweiligen Gebieten – dem Team des Spielers gehören.

### Multiplayer
Im Mehrspieler-Modus können bis zu vier Spieler mit- oder gegeneinander antreten, in Verbindung mit einem Multi-Tap sogar bis zu acht Spieler. Um dem Multiplayer mehr Schwung zu verleihen, werden manchmal Vorratskisten mit speziellen Waffen abgeworfen oder es können militärische Einrichtungen wie Bunker oder Geschütze eingenommen werden.

## Rezeption
Die PlayStation-Version erhielt laut Metacritic durchschnittliche Wertungen. PC Player bezeichnet das Spiel kurz als „Worms in 3D“. Bemängelt wurde die Grafik, wobei die 3D-Umgebung immerhin originell sei. Gelobt wurde vor allem der Mehrspielermodus.

„Die Grafik mag ja nicht mehr das Gelbe, äh, Weiße vom Speck sein, doch holen Sie ein paar Freunde vor den Monitor, machen die Ballereien dermaßen viel Spaß – da kommt echtes Worms-Feeling auf.“

## Geplanter Nachfolger
Im Februar 2008 gab Atari SA die Entwicklung von Frontschweine 2 bekannt, welches für Wii, Nintendo DS, PlayStation 2 und PC erscheinen sollte, jedoch ist bis dato noch immer kein Veröffentlichungstermin bekannt gemacht worden. Eine Remaster-Version des Spiels auf der Playstation 4 befindet sich seit März 2019 in der Entwicklung.